# 東京都中央卸売市場食肉市場
東京都中央卸売市場食肉市場（とうきょうとちゅうおうおろしうりしじょうしょくにくしじょう）は、東京都港区港南2丁目7-19に存在する公設の卸売市場である。東京都内に11か所ある東京都中央卸売市場の一つ。
と場・食肉市場である。牛の処理頭数および取引金額は日本最大である。

## 沿革
- 1867年（慶応3年）：高輪東禅寺にあったイギリス公使館出入業者・横浜元町の中川屋嘉兵衛が武蔵国荏原郡白金村今里の名主堀越藤吉の地所に屠場を開設した。当時の屠牛は穢れを祓うため青竹を四角に立て御幣、注連縄（しめなわ）を渡した中に牛をつなぎ掛矢（大型の木槌）で頭部を一撃し昏倒したところを頚動脈を切って失血死させたという。やがて堀越藤吉自身も今里にて施設の経営を始めた。
- 1869年（明治2年）：築地の官営施設に屠場は統合され、民部省牛馬商社が設立されるが、官威をかさにきる態度から売肉商人から嫌われ営業不振となり、明治4年に麻布本村町に移転、明治5年に廃止された[2]。
- 1870 - 1876年（明治3 - 9年）：本芝2丁目、神田御陣ヶ原、芝七曲、麻布本村町、三田小山町、千住、浅草新谷町、本所柳原町、大久保余丁町などで興亡を繰り返す。うち本所柳原町、大久保余丁町は専ら豚を処理した。
- 1871年（明治4年）：屠牛取締の布告により、屠場は人家から離れた場所に制限され、鑑札が必要となった[2]。
- 1876年（明治9年）：屠場は警視庁の所轄となる[2]。
- 1877年（明治10年）：浅草千束の旧獄屋敷内の官営施設に統合、他は廃止される[2]。しかし排水の便が悪く付近の水路や田畑に糞尿や血液などを含む排水が流れ込み近隣住民は竹槍や筵旗をもって抗議するなど熾烈な反対運動が起き膨大な処理費用の支出を余儀なくされ明治12年に木村荘平らに払下げ民営化し明治16年に閉鎖。
- 1883 - 1890年（明治16 - 22年）：芝浜、三河島、深川永代新田、今里、千住三ノ輪などを転変。
- 1905年（明治37年）：白金今里、南千住、三ノ輪、浅草田中町の4施設となる。
- 1907年（明治39年）7月：「屠場法」制定
- 1908年（明治40年）：大崎、今里、深川、三ノ輪、寺島（墨田区京島）となる。
- 1927年（昭和2年）：野方に、1928年（昭和3年）玉川に開設された。
- 1936年（昭和11年）：東京市営芝浦屠場の開設が決定される。
- 1938年（昭和13年）12月 ：芝浦の施設が業務開始、東京市内の既存施設は順次統合閉鎖された。
- 1953年（昭和28年）8月 ：「屠場法」廃止、「と畜場法」制定、同年芝浦の施設内に枝肉取引所が設置される。
- 1966年（昭和41年）7月 ：芝浦の施設は中央卸売市場の中の組織（東京都中央卸売市場食肉市場）となる。
- 1975年（昭和50年）8月 ：財団法人東京都芝浦食肉事業公社が設立され、事業が開始。
- 1980年（昭和55年）8月 ：財団法人東京都芝浦食肉事業公社が解散し、と畜解体作業は東京都直営となる。

## 対象
日本のと畜場法では「と畜場」とは、食用に供する目的で獣畜をとさつし、又は解体するために設置された施設をいい、「獣畜」とは、牛、馬、豚、めん羊及び山羊をいう。同法ではと畜場以外の場所において、食用に供する目的で獣畜をとさつする事を禁じているが、猪や鹿等は規制対象ではない。また当該施設では牛、馬を大動物、その他を小動物とする。

## 設備
- 大動物ライン　3系統
- 小動物ライン　2系統　二酸化炭素麻酔方式